# Claude Chabrol

Claude Chabrol, 1959

Claude Chabrol (ur. 24 czerwca 1930 w Paryżu, zm. 12 września 2010 tamże) – francuski reżyser, scenarzysta, producent i aktor filmowy, w młodości również krytyk filmowy. Jeden ze współtwórców francuskiej nowej fali.

## Życiorys
Zanim zaczął kręcić filmy, pracował jako krytyk czasopisma "Cahiers du Cinéma".
Zasiadał w jury konkursu głównego na 57. MFF w Wenecji (2000).
Jedną z jego trzech żon była aktorka Stéphane Audran.
Chabrol zmarł wskutek bradykardii, związanej z powikłaniami odmy opłucnowej. 17 września 2010 został pochowany na cmentarzu Pere-Lachaise.

## Nagrody i wyróżnienia
Laureat Złotego Niedźwiedzia na 9. MFF w Berlinie za film Kuzyni (1959). Zdobywca Złotej Muszli na MFF w San Sebastián za film Francuska ruletka (1997).

## Filmografia

### Reżyser
- 1958: Piękny Sergiusz (Le beau Serge)
- 1959: Kuzyni (Les cousins)
- 1959: Na dwa spusty (À double tour)
- 1960: Kobietki (Les Bonnes Femmes)
- 1962: Siedem grzechów głównych (Sept péches capitaux)
- 1962: Landru
- 1963: Ofelia (Ophelia)
- 1964: Tygrys lubi świeże mięso (Tigre aime la chair fraiche)
- 1964: Najpiękniejsze oszustwa świata (Les plus belles escroqueries du monde)
- 1966: Linia demarkacyjna (Ligne de démarcation)
- 1966: Skandal (Scandale)
- 1968: Łanie (Les biches)
- 1969: Niewierna żona (Femme infidèle)
- 1969: Niech bestia zdycha (Que la bête meure)
- 1970: Rzeźnik (Le boucher)
- 1972: Dekada strachu (Décade prodigieuse)
- 1973: Czerwone wesele (Noces rouges)
- 1975: Niewinni o brudnych rękach (Les innocents aux mains sales)
- 1988: Sprawa kobiet (Une affaire de femmes)
- 1990: Doktor M. (Docteur M)
- 1991: Pani Bovary (Madame Bovary)
- 1992: Bety
- 1994: Udręka (L'enfer)
- 1995: Ceremonia (La cérémonie)
- 1997: Francuska ruletka (Rien ne va plus)
- 1999: Kolory kłamstwa (Au coeur du mensonge)
- 2000: Gorzka czekolada (Merci pour le chocolat)
- 2003: Kwiaty zła (Fleur du mal)
- 2006: Upojenie władzą (L'ivresse du pouvoir)